# 바로크 음악 작곡가 목록
다음은 바로크 음악 시대의 작곡가 목록이다. (출생일순)

## 르네상스에서 바로크 시대 (1500~1549년생)
- 윌리엄 버드
- 토마스 루이스 데 빅토리아

## 초기 바로크 시대 작곡가 (1550~1599년생)
- 줄리오 카치니
- 조반니 가브리엘리
- 카를로 제수알도
- 존 다울런드
- 한스 레오 하슬러
- 클라우디오 몬테베르디
- 미하엘 프레토리우스
- 그레고리오 알레그리
- 지롤라모 프레스코발디
- 오를란도 기본스
- 로버트 존슨 (잉글랜드의 작곡가)
- 하인리히 쉬츠
- 사무엘 샤이트
- 마랭 메르센
- 콘스탄테인 하위헌스

## 중세 바로크 시대 작곡가 (1600~1649년생)
- 루이 13세
- 윌리엄 로스
- 주앙 4세
- 카리시미
- 페르디난트 3세
- 파스콸리니
- 요한 야콥 프로베르거
- 요한 에라스무스 킨더만
- 안토니오 체스티
- 장바티스트 륄리
- 디트리히 북스테후데
- 레오폴트 1세 (신성 로마 황제)
- 마르크앙투안 샤르팡티에
- 알레산드로 스트라델라
- 하인리히 비버

## 후기 바로크 시대 작곡가 (1650~1699년생)
- 도메니코 가브리엘리
- 아르칸젤로 코렐리
- 요한 파헬벨
- 마랭 마레
- 미셸리샤르 드랄랑드
- 주세페 토렐리
- 헨리 퍼셀
- 앙드레 캉프라
- 요한 요제프 푹스
- 요한 쿠나우
- 알레산드로 스카를라티
- 게오르크 뵘
- 토마소 안토니오 비탈리
- 엘리자베스 자케 드 라 게르
- 프랑수아 쿠프랭
- 알레산드로 마르첼로
- 조반니 보논치니
- 안토니오 칼다라
- 토마소 알비노니
- 제러마이아 클라크
- 안토니오 비발디
- 얀 디스마스 젤렌카
- 요한 마테존
- 게오르크 필리프 텔레만
- 장필리프 라모
- 요한 제바스티안 바흐
- 게오르크 프리드리히 헨델
- 도메니코 스카를라티
- 베네데토 마르첼로
- 요한 게오르크 피젠델
- 실비우스 레오폴트 바이스
- 조제프 보댕 드 부아모르티에
- 주세페 타르티니
- 루이-클로드 다캥
- 피에트로 로카텔리
- 주세페 삼마르티니
- 에스프리 조제프 앙투안 블랑샤르
- 장마리 르클레르
- 리카르도 브로스키
- 프랑수아 프랑쾨르

## 갈랑 양식 작곡가: 바로크에서 고전 시대 (1700년생 이후)
- 카를 하인리히 그라운
- 조반니 바티스타 마르티니
- 찰스 애비슨
- 도메니코 알베르티
- 빌헬름 프리데만 바흐
- 조반니 바티스타 페르골레시
- 바르바라 지 포르투갈 왕녀
- 장조제프 드 몽동빌
- 프리드리히 2세 (프로이센)
- 장자크 루소
- 카를 필리프 에마누엘 바흐
- 요한 슈타미츠
- 레오폴트 모차르트
- 안토니오 솔레르

## 같이 보기
- 바로크 음악
- 서양음악 작곡가의 목록